# Disterigma pernettyoides
Disterigma pernettyoides är en ljungväxtart som först beskrevs av Grisebach och Weddell, och fick sitt nu gällande namn av Niedenzu. Disterigma pernettyoides ingår i släktet Disterigma och familjen ljungväxter. Inga underarter finns listade i Catalogue of Life.